# Four Girls in White
Four Girls in White è un film drammatico del 1939 diretto da S. Sylvan Simon.

## Produzione
Le riprese del film, prodotto dalla Metro-Goldwyn-Mayer (MGM) (Loew's Incorporated) con i titoli di lavorazione Women in White o Diary of a Nurse, durarono dal 5 dicembre 1938 al 3 gennaio 1939.

## Distribuzione
Il copyright del film, richiesto dalla Loew's Inc., fu registrato il 30 gennaio 1939 con il numero LP8617. Distribuito dalla Metro-Goldwyn-Mayer (MGM), il film uscì nelle sale cinematografiche USA il 27 gennaio 1939. Nello stesso anno, fu distribuito anche in Ungheria (12 giugno, come Fehér börtön) e in Finlandia (27 agosto, come Valkeissa virkapuvuissa). Nel 1940, uscì in Danimarca (19 febbraio, come Hvide Heltinder) e in Portogallo (23 luglio, come Quatro Raparigas de Branco).